# Овочева
Овоче́ва — пасажирський залізничний зупинний пункт Куп'янської дирекції Південної залізниці.
Розташований біля села Лозове, Краматорського району, Донецької області на лінії Куп'янськ-Вузловий — Тропа між станціями Радьківські Піски (8 км) та Рубці (3 км).
Станом на травень 2019 року щодоби три пари приміських електропоїздів здійснюють перевезення за маршрутом Куп'янськ-Вузловий — Святогірськ.